# 정안천
정안천은 금강의 제1지류로 충청남도 공주시 정안면에서 발원하여 충청남도 공주시 신관동에서 금강으로 흘러드는 금강의 제1지류이다. 정안천으로 흘러드는 금강의 제2지류는 고성천이 있다.

## 흘러드는 강
- 금강

## 거치는 지역
- 충청남도 공주시 정안면